# Euryparasitus citelli
Euryparasitus citelli är en spindeldjursart som beskrevs av Bai, Chen och Gu 1988. Euryparasitus citelli ingår i släktet Euryparasitus och familjen Ologamasidae. Inga underarter finns listade i Catalogue of Life.